# Nyeletlen cölöpgomba
A nyeletlen cölöpgomba (Tapinella panuoides) a Tapinellaceae családba tartozó, Európában és Észak-Amerikában honos, fenyőfák elhalt törzsén élő, nem ehető gombafaj.

## Megjelenése
A nyeletlen cölöpgomba kalapja 3-8 cm széles, kagyló, legyező vagy lapát alakú, kissé domború. Színe okkeres, sárgásbarnás vagy olívsárgás. Felülete száraz, fiatalon finoman bársonyos, idősen simára kophat. Széle eleinte begöngyölt, később hullámos, kissé aláhajló.
Húsa fehéres vagy piszkossárgás, sérülésre nem színeződik el. Íze és szaga nem jellegzetes. 
Sűrűn álló lemezei a többnyire nem létező, excentrikus tönk helyéről indulnak ki sugarasan. Gyakran villásan elágazóak, keresztkötöttek vagy hullámosak lehetnek, főleg a kiindulási hely közelében. Színük fakó narancssárgás vagy sárgás. 
Tönkje többnyire nincs vagy csak egy kis oldalsó kinövés formájában jelentkezik. 
Spórapora sárgásbarna vagy barnás. Spórája ellipszoid, sima, mérete 3,5-5 x 2,5-4 µm.

### Hasonló fajok
A szintén ritka narancssárga laskagomba hasonlíthat hozzá. 

## Elterjedése és termőhelye
Európában és Észak-Amerikában honos. Magyarországon ritka. 
Fenyőfák elhalt törzsén él, esetenként feldolgozott fán is. Júniustól novemberig terem.  

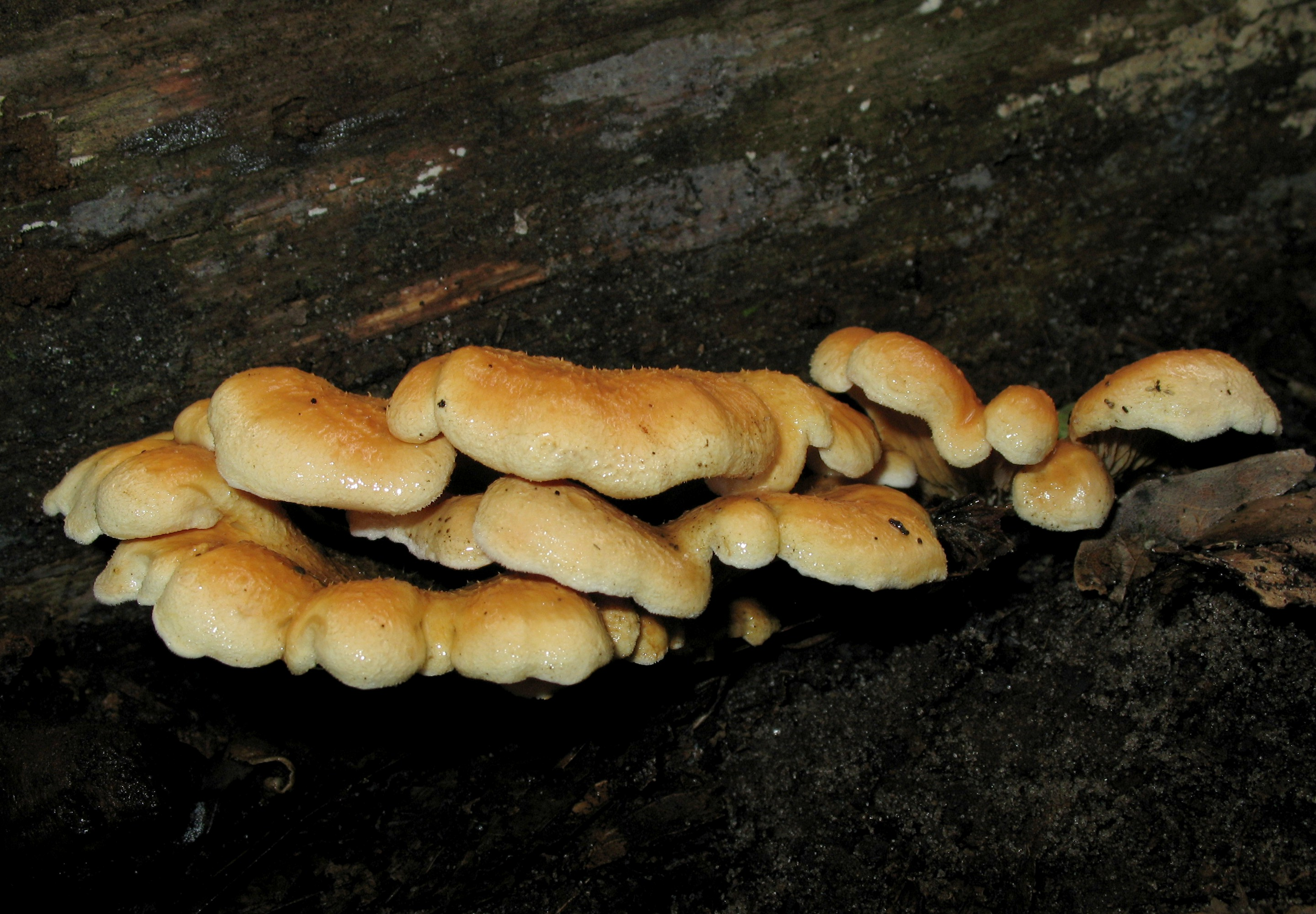
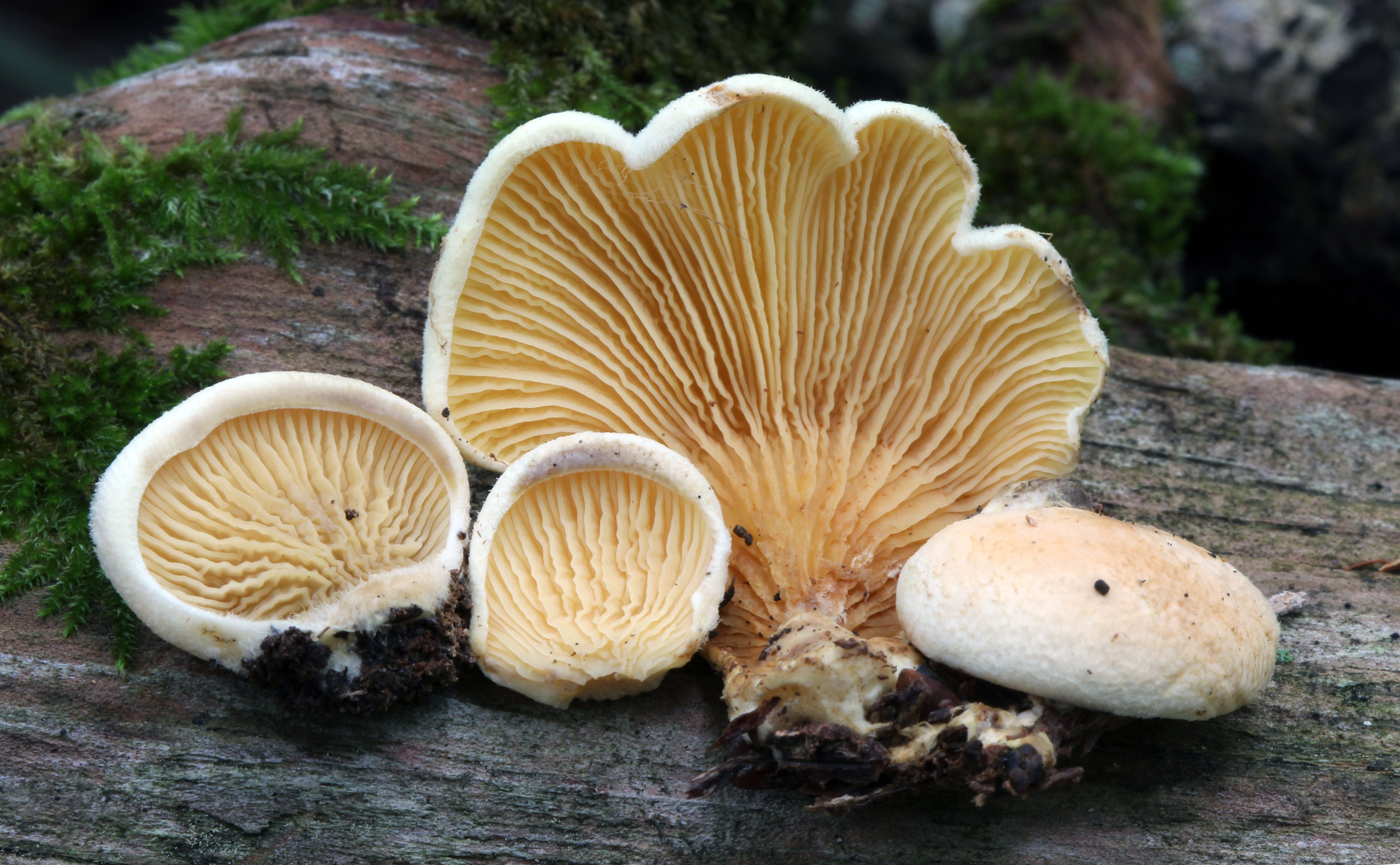
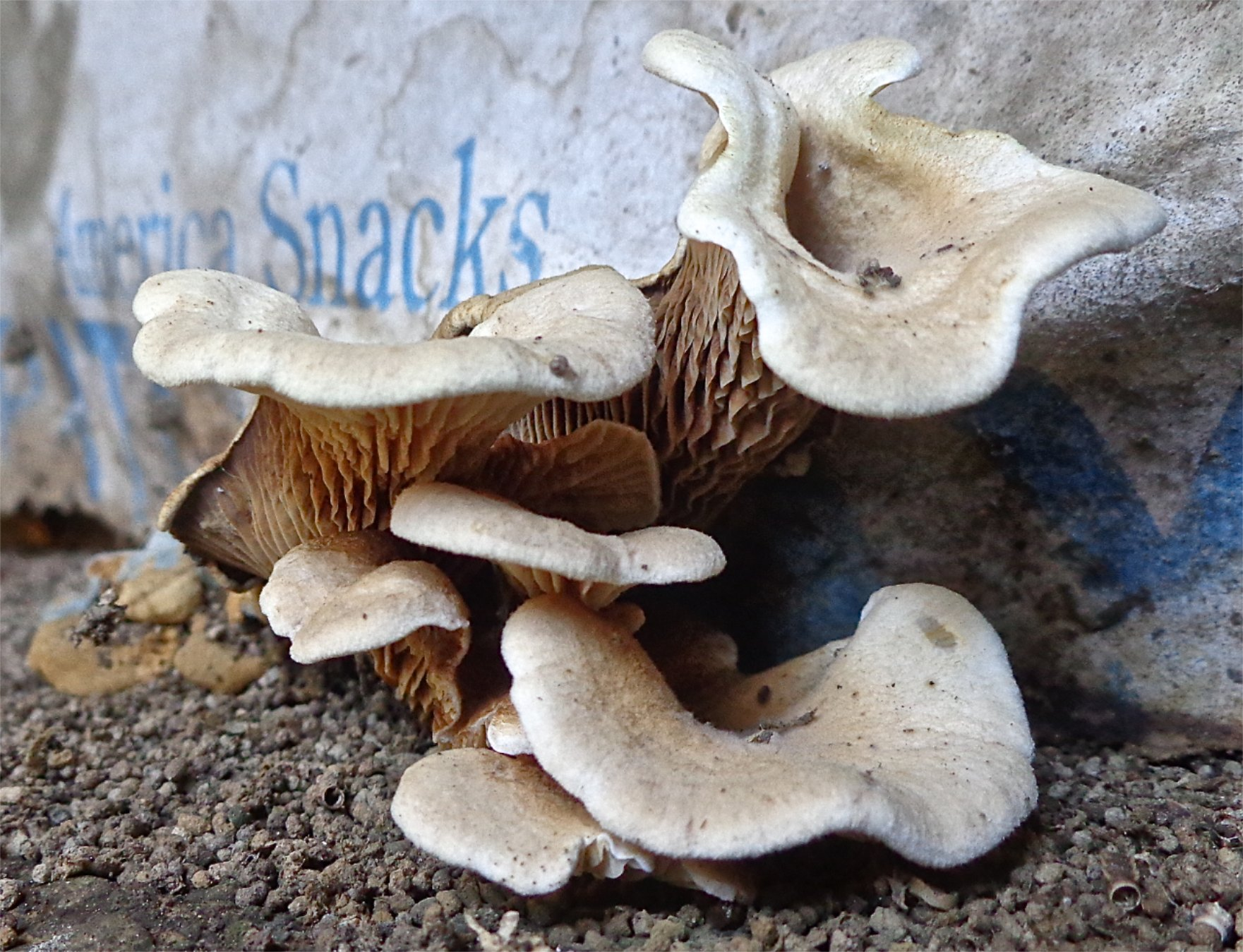
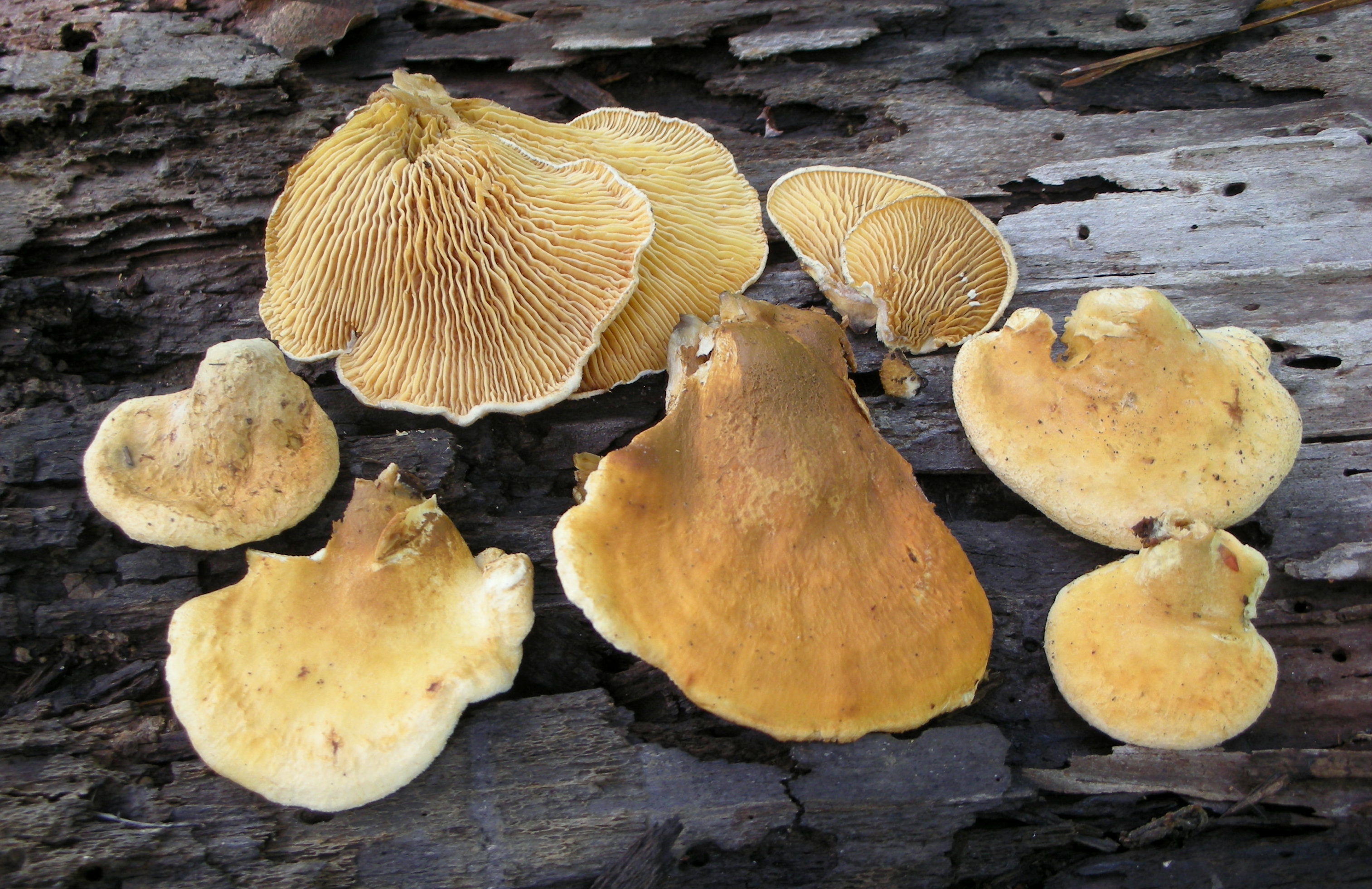
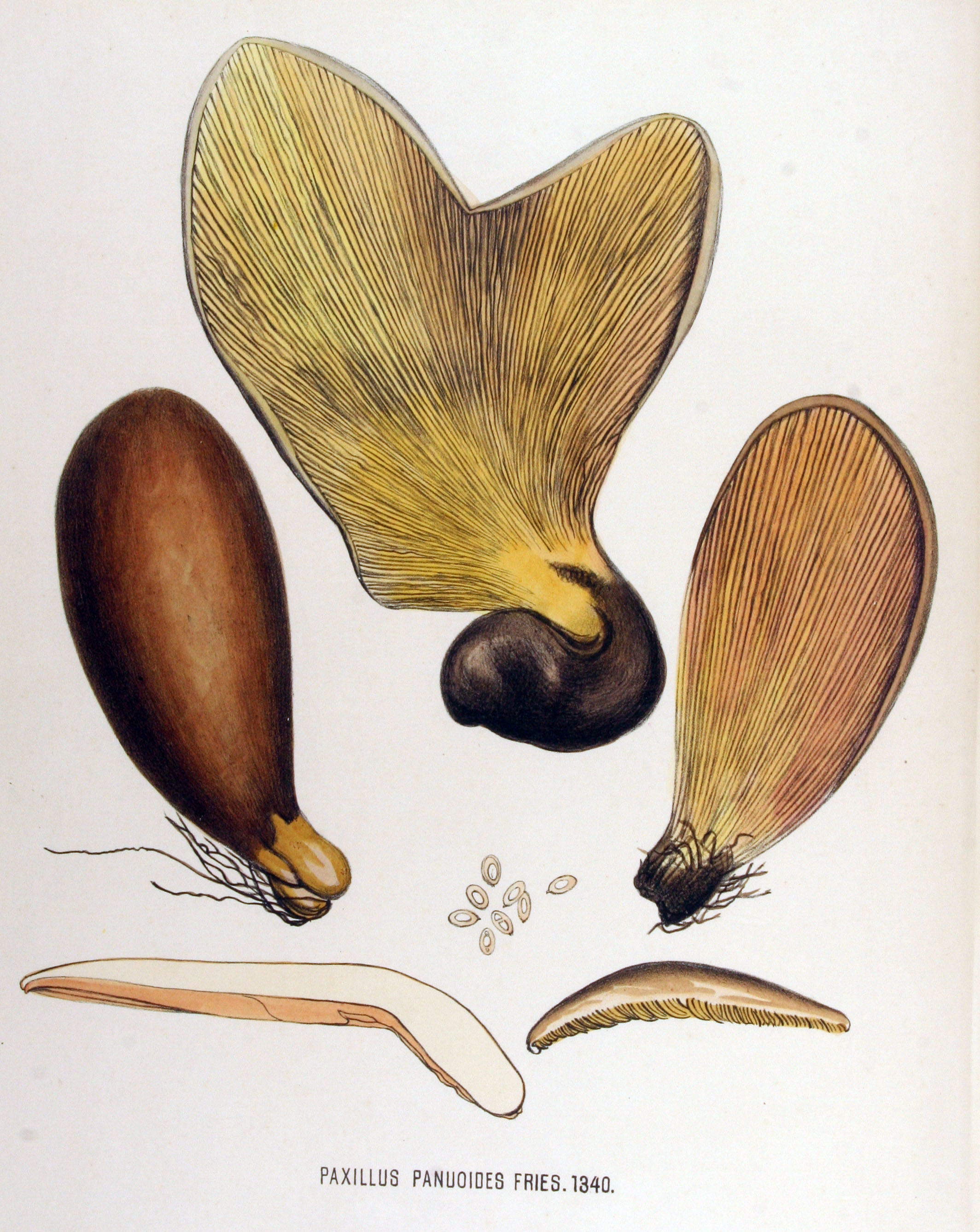

Nem ehető. 